# Верхняя Озеряна
Ве́рхняя Озеря́на (укр. Верхня Озеряна) — село,
Утковский поселковый совет,
Харьковский район,
Харьковская область.
Код КОАТУУ — 6325158801. Население по переписи 2001 года составляет 239 (95/144 м/ж) человек.

## Географическое положение
Село Верхняя Озеряна находится на расстоянии в 3,5 км от рек Мжа (левый берег) и Мерефа (правый берег).
На расстоянии в 1 км расположено село Нижняя Озеряна.
Село окружено большими лесными массивами (дуб).

## История
- 1852 — дата основания.

## Экономика
- Молочно-товарная ферма.

## Объекты социальной сферы
- Верхнеозерянский фельдшерско-акушерский пункт.